# Jakov Michajlovič Kolokolnikov-Voronin
Jakov Michajlovič Kolokolnikov-Voronin (rusky: Яков Михайлович Колокольников-Воронин; 1782 Ostaškov – 1845 tamtéž) byl ruský malíř, působící jako portrétista a ikonograf v ruském městě Ostaškov, v gubernii Tver.

## Život
Narodil se do umělecké rodiny. Otec Michail Lukič Kolokolnikov-Voronin (1710 – po roce 1788) byl také malíř portrétů, (stejně tvořící v Ostaškově), strýcové Mina Kolokolnikov a Fedot Kolokolnikov byli umělci působící v tehdejším Petrohradu.
Nejdřív byl členem cechu obchodníků a živil se jako maloobchodník. Až v roce 1838, po představení svých děl v petrohradské Carské akademii umění (Императорская Академия художеств – Imperatorskaja Akademija chudožestv), získal osvědčení, díky němuž se stal svobodným (vněklasnyj) umělcem. V roce 1841 oficiálně vystoupil z obchodnického cechu a malování se stalo jeho jediným zaměstnáním.
V roce 1805 založil ve svém domovském městě Ostaškovské divadlo.
Měl tři syny: Alexandra (1818–1870), Ivana (1828–1865) a Michaila (1830–1867). Všichni se stali malíři a byli umělecky spojení s divadlem, založeným jejích otcem.

## Tvorba
Kolokolnikov-Voronin maloval portréty, žánrové malby, miniatury a ikony. Protože neměl malířské vzdělání, bývá obvykle označován jako primitivista. Je také tvůrcem stříbrných dveří Carské dveře, které vyrobil pro Chrám zjevení Páně v ruském klášteře Nilo-Stolobenskaja pustyň, nacházející se na ostrově Stolobnyj, poblíž Ostaškova.